# Ruta Ho Chi Minh

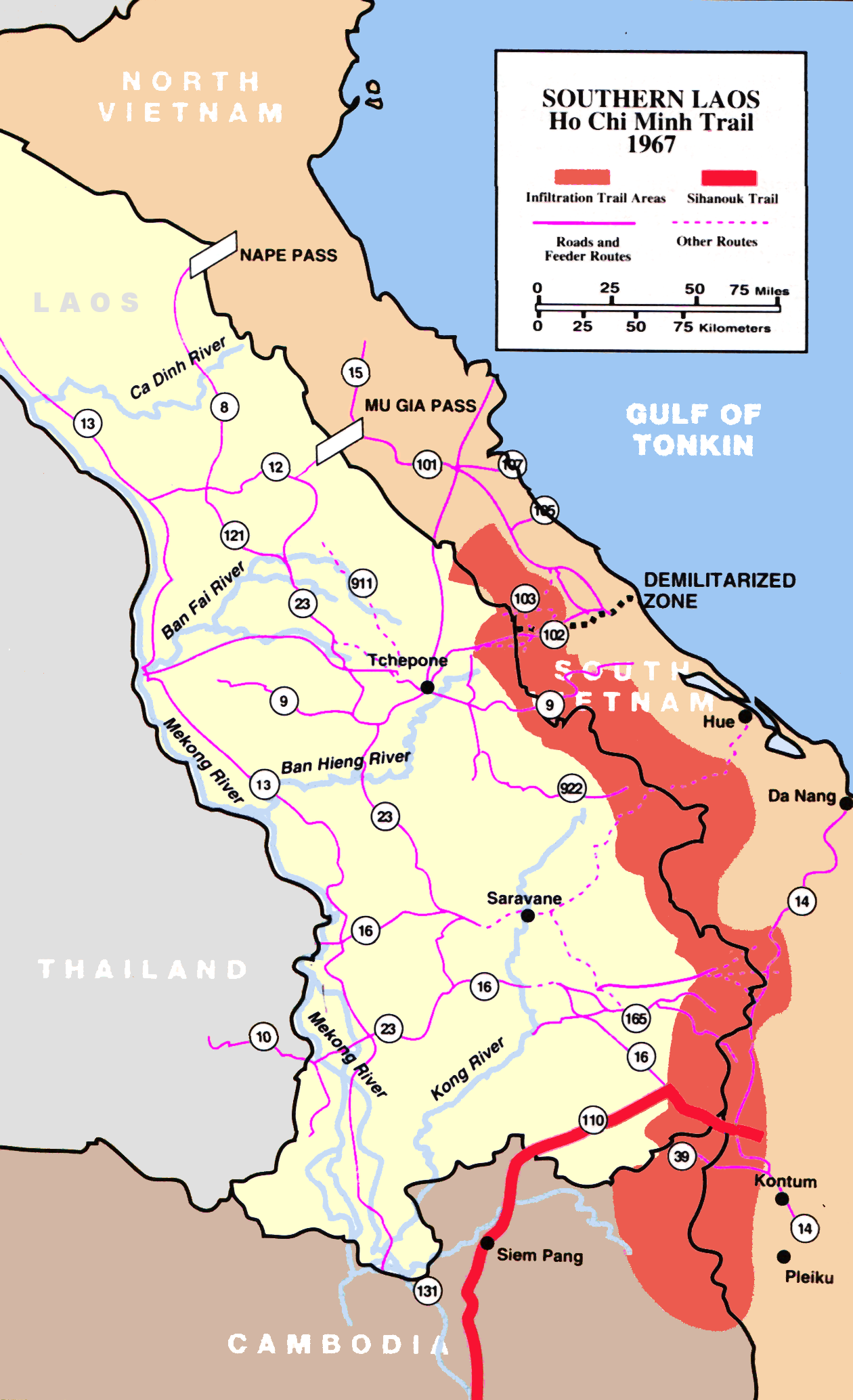
La Ruta Ho Chi Minh, al 1967

La Ruta Ho Chi Ming va ser un sistema logístic que s'estenia des de la República Democràtica del Vietnam (el Vietnam del Nord) fins a la República del Vietnam (Vietnam del Sud) a través dels regnes veïns de Laos i Cambodja. El sistema oferia suport, en forma d'homes i material al Front Nacional d'Alliberament del Vietnam del Sud, o derogativement, al Viet Cong i a l'Exèrcit Popular del Vietnam, o Exèrcit Nord-vietnamita, durant la Guerra del Vietnam (1955-1975).
No es tractava d'un simple camí, sinó que d'un complex sistema de rutes per camions, passos pel tràfic a peu o en bicicleta o sistemes de transport fluvial. El nom, a partir del president nordvietnamita Ho Chi Minh, té origen nord-americà. Malgrat que transcorria principalment per Laos, els comunistes l'anomenaven el Truong Song, la Ruta Estratègica de Subministraments, després d'un pas muntanyós al Vietnam central. D'acord amb la història oficial de la guerra de l'Agència Nacional de Seguretat americana, el sistema de camins va ser un dels majors èxits de l'enginyeria militar del segle XX.

## Orígens (1959-1965)
Parts del que esdevindria la Ruta Ho Chi Minh ja existia des de feia segles com a primitius senders que facilitaven el comerç a la regió. La zona per la que el sistema passava era una de les més complicades del Sud-est asiàtic: una regió escassament poblada de muntanyes escarpades, una densa jungla i boscos primigenis. Durant la Primera Guerra d'Indoxina, el Viet Minh va mantenir les comunicacions nord-sud mitjançant aquest sistema de camins i senders.
El 1959, Hanoi creà el Grup de Transport 559, a les ordres del coronel (després general) Vo Bam, per millorar i mantenir un sistema de transport per portar subministraments a les tropes alçades del NLF contra el govern sud-vietnamita. Originàriament, l'esforç nord-vietnamita es concentrava en infiltracions a través i immediatament a sota de la zona desmilitaritzada que separava ambdós Vietnams.
A una data tan prompta com maig de 1958 el PAVN i a les forces de Pathet Lao havia arribat a nus de comunicacions de Tchepone, a la Ruta 9 de Laos. Aquesta fita s'assoli a causa dels resultats de les eleccions del maig que portaren al poder un govern de dretes a Laos, augmentant la seva dependència vers l'ajut militar i econòmic dels Estats Units, així com un antagonisme creixent vers el Vietnam del Nord. Llavors, el Grup 559 voltejà la seva línia de comunicacions al costat occidental de la serralada Truong Song. A l'any següent, el 559 estava format per 6.000 membres organitzats en dos regiments, el 70è i el 71è.
Aquesta xifra no inclou les tropes de combat en tasques de seguretat o els treballadors civils de Laos o del Vietnam del Nord. Als primers dies del conflicte, el camí va emprar-se estrictament per a la infiltració de treballadors. Això es devia al fet que Hanoi podia portar subministraments als seus aliats al sud de manera molt més eficient per mar. Després que comencessin les tasques d'interdicció naval americana a les aigües costaneres (operació Market Time), la ruta va ser doblement necessària. El material enviat cap al sud s'emmagatzemava en caus a les regions frontereres que ben aviat serien anomenades Àrees Base, les quals, esdevindrien santuaris per a les tropes del NLF i del PAVN per descansar i rebre subministraments després de realitzar operacions al Vietnam del Sud.
Hi havia cinc grans Àrees de Base (BAs) a la franja de Laos: el BA 604 va ser el principal centre logístic durant la Guerra del Vietnam; des d'allà es portava a terme la coordinació i distribució d'homes i subministraments a la I Regió Militar del Vietnam del Sur, així com als BAs més al sud. El BA 611 facilitava el transport entre el BA 604 i el BA 609, i els combois de subministraments en qualsevol altra direcció. També subministrava combustible i munició al BA 607 i a la vall A Shau al Vietnam del Sud. El BA 612 s'emprava per al suport al Front B-3 als turons centrals del Vietnam del Sud. El BA 614, entre Chavane, Laos i Kham Duc, al Vietnam del Sud, se'mprava principalment pel transport d'homes i material als Fronts MR 2 i B-3. El BA 609 era important car disposava d'una carretera que possibilitava el transport durant la temporada de pluges.
La concepció popular dels arranjaments logístics de la ruta sovint estava prop del romanticisme. La imatge d'hordes de gent a peu empenyent bicicletes carregades fins al capdamunt, conduint carros de bous o carregant-ho a les espatlles, movent centenars de tones de subministraments, va ser ràpidament substituïda per camions, especialment soviètics, xinesos o de l'Europa Oriental, que reemplaçaren els humans com a mètode principal de transport de subministraments. Ja al desembre de 1961, el 3r Grup de Camions de Transport del Departament de Serveis de Rereguarda esdevingué la primera unitat motoritzada de transport dels nord-vietnamites per fer la ruta, i l'ús del transport motoritzat augmentà progressivament.
Dos tipus d'unitats serviren al Grup 559, el Binh Trams i les unitats d'enllaç. Un Binh Tram era l'equivalent d'un quarter general logístic de regiment i era responsable d'assegurar una secció particular. Mentre que unitats separades s'encarregaven de tasques de seguretat, enginyeria i senyalització, els Binh Tram proveïen de les necessitats logístiques. Normalment situats a uns dia de marxa un de l'altre, les unitats d'enllaç eren responsables de proveir menjar, allotjament, assistència mèdica i guies fins a la propera estació. L'abril del 1965, el comandament del Grup 559 estava a les ordres del general Phan Trong Tue. Assumí el comandament de 24.000 homes en sis batallons de camions de transport, dos batallons de bicicletes de transport, un batalló de llanxes de transport, vuit batallons d'enginyers i 45 estacions d'enllaç. El lema del 559 esdevingué "Construeix carreteres per avançar, combat l'enemic per viatjar.

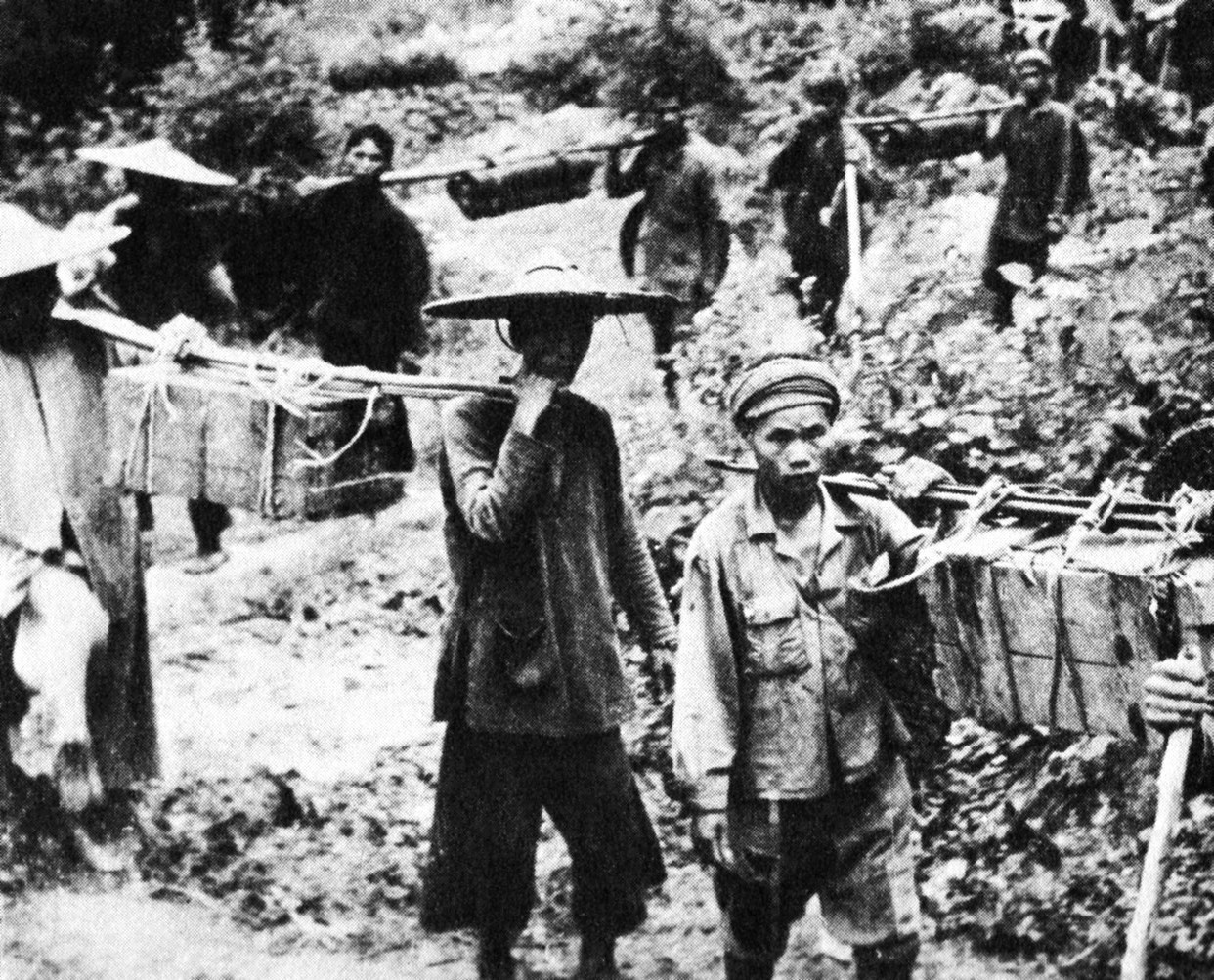
Camàlics a la Ruta Ho Chi Ming

El sistema es desenvolupà en un intricat laberint de carreteres de 5,5 metres d'ample, pavimentades amb grava i amb troncs en algunes zones, camins per anar a peu o en bicicleta i parcs de camions. Hi havia nombrosos búnquers de subministraments, zones de magatzems, casernes, hospitals i instal·lacions de control i comandament. Tot això estava ocult de l'observació aèria mitjançant un intricat sistema de camuflatge natural i fet a mà que constantment s'expandia i se substituïa. El 1973 els camions podien fer tota la ruta sense sortir del camí, excepte als rierols o quan passaven ponts construïts per sota la superfície de l'aigua.
El clima al sud-est de Laos va tenir una gran presència tant en l'esforç de subministrar com en els esforços nord-americans i sud-vietnamites per impedir-lo. El monsó del sud-oest (habitualment anomenat la "temporada de pluges"), que s'estenia entre mitjans de maig a mitjans de setembre, amb fortes plugess. El cel normalment estava cobert i la temperatura era alta. El monsó del nord-oest, l'estació seca, entre mitjans d'octubre fins a mitjans de març, era relativament més seca i amb temperatures més baixes. Així doncs, la major part del transport tenia lloc durant l'estació seca. Eventualment, la ruta se suplementava mitjançant el transport fluvial, que permetia transportar grans quantitats de subministraments fins i tot durant l'època de pluges.

## Interdicció i expansió (1965-1968)
pel sistema logístic de l'Exèrcit Nord-vietnamita a Cambodja, veure Ruta Sihanouk
Durant 1961, els analistes d'intel·ligència estimaren que 5.843 infiltrats enemics (de fet, només 4.000) s'havien traslladat al sud per la ruta; el 1962, 12.675 (només 5.300); el 1963, 7.693 (4.700) i, el 1964, 12.424. La capacitat de subministrat de la ruta arribà a entre 20 i 30 tones diàries el 1964, estimant els Estats Units que 12.000 nord-vietnamites (només 9.000) havien arribat al Vietnam del Sud aquell any.
El 1965 el comandament americà a Saigon estimà que els requeriments de subministraments comunistes per a les forces al sud sumaven 234 tones de subministraments de tota mena diàries, dels quals 195 es movien per Laos. L'Agència d'Intel·ligència de Defensa americana va concloure que durant l'estació seca de 1965 de Laos l'enemic movia 30 camions diaris (90 tones de càrrega) pel camí, molt pel damunt de les estimacions fetes a Saigon. Això demostra un dels problemes claus que sorgiren quan es discuteix l'esforç de subministrament nord-vietnamita i els intents estatunidencs per aturar-lo.

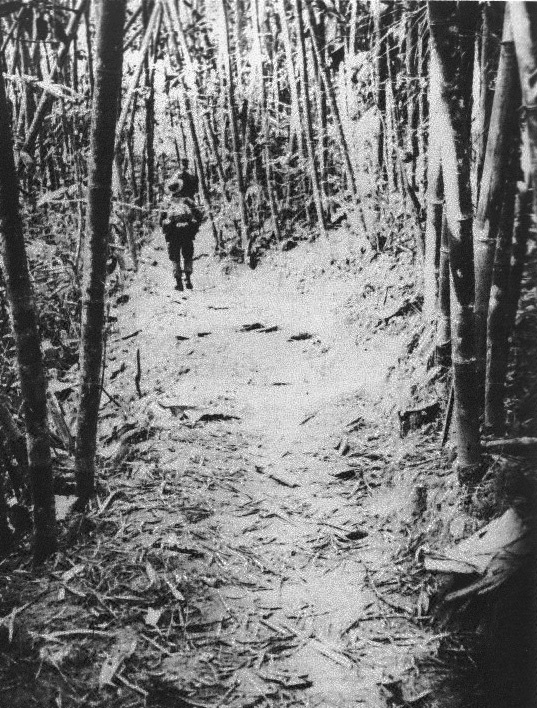
Tropes del PAVN a la Ruta

Com a màxim, els americans només tenien estimacions del que l'enemic era capaç de fer, i diverses agències d'intel·ligència de la coalició topaven unes amb les altres. Gràcies a les millores del sistema de transport (incloent l'obertura de noves rutes que connectaven amb la Ruta Sihanouk a Cambodja), el total de subministraments transportats el 1965 gairebé equivalia al total combinat durant els 5 anys anteriors.
Durant els anys l'eliminació del sistema esdevingué una de les principals prioritats americanes, però les operacions contra ell eren complicades a causa de les forces disponibles en aquells moments i de l'ostensible neutralitat de Laos. Els afers intrínsecament sense fi de Laos i les interferències americanes i nord-vietnamites portaren a una política mútua d'ignorància, almenys públicament. Això no evita que tots dos violessin la neutralitat de Laos: els nord-vietnamites protegint i expandint el seu conducte de subministració amb l'ajut dels seus aliats Pathet Lao; mentre que els americans crearen un exèrcit clandestí suportat per la CIA per combatre els comunistes i bombardejant la Ruta contínuament.
El 14 de desembre de 1964 la USAF inicià l'operació Barrel Roll, amb el primer bombardeig sistemàtic de la Ruta Ho Chi Minh a Laos. El 20 de març de 1965, després de l'inici de l'operació Rolling Thunder contra Vietnam del Nord, el President Lyndon B. Johnson aprovà una escalada de les accions contra el sistema de transport. Barrel Roll continuaria al nord-est de Laos, mentre que la part sud seria bombardejada en l'operació Steel Tiger. A mitjans d'any el nombre de sortides s'havia incrementat de 20 a 1.000 mensuals. El gener de 1965, el comandament nord-americà a Saigon demanà controlar les operacions de bombardeig a les zones de Laos adjacents a les 5 províncies més septentrionals del Vietnam del Sud, afirmant que aquella regió era part de l'estès camp de batalla.

### Documentació governamental no publicada
- U.S. Military Assistance Command, Vietnam Studies and Observations Group, Annex N, Command History 1965. Saigon, 1966.

### Documentació governamental publicada
- Gilster, Herman L. The Air War in Southeast Asia: Case Studies of Selected Campaigns. Maxwell Air Force Base: AL, Air University Press, 1993.
- Military History Institute of Vietnam. Victory in Vietnam: The Official History of the People's Army of Vietnam, 1954–1975. Trans Merle L. Pribbenow. Lawerence KS: University of Kansas Press, 2002.
- Nalty, Bernard C. The War Against Trucks, Aerial Interdiction in Southern Laos, 1968–1972. Washington DC: US Air Force History and Museums Program, 2005.
- Ngo, Lt. Gen. Quang Truong, The Easter Offensive of 1972. Washington DC:United States Army Center of Military History, 1984.
- Nguyen, Maj. Gen. Duy Hinh, Lam Son 719. Washington DC:United States Army Center of Military History, 1979.
- Tranh, Brig. Gen. Dinh Tho, The Cambodian Incursion. Washington DC:United States Army Center of Military History, 1979.
- Tilford, Earl H., Setup: What the Air Force did in Vietnam and Why. Maxwell Air Force Base, AL: Air University Press, 1991.
- Van Staaveren, Jacob. Interdiction in Southern Laos, 1960–1968. Washington DC: Center for Air Force History, 1993.
- Vongsavanh, Brig. Gen. Soutchay RLG Military Operations and Activities in the Laotian Panhandle. Washington DC:United States Army Center of Military History, 1980.